# Delivery Hero
Delivery Hero SE è un'azienda multinazionale attiva nel settore alimentare, con sede a Berlino, in Germania. L'azienda opera in oltre 50 paesi a livello internazionale in Europa, Asia, America Latina e Medio Oriente e collabora con oltre 500.000 ristoranti. Delivery Hero si è sempre più ampliato inglobando numerose App, diventando presto un attore principale nella categoria emergente di Q-commerce, che consegna piccoli ordini in meno di un'ora.
Nel 2019 l'azienda ha elaborato più di 666 milioni di ordini.

## Storia e acquisizioni
Delivery Hero è stata fondata a Berlino da Niklas Östberg, Kolja Hebenstreit, Markus Fuhrmann e Lukasz Gadowski nel maggio 2011, con l'obiettivo di trasformare Delivery Hero in una piattaforma globale di ordinazione di cibo online.
Sotto la leadership di Niklas Östberg e Fabian Siegel, l'azienda si è dapprima espansa in Australia e Regno Unito, per poi acquistare le aziende Lieferheld in Germania e Foodarena in Svizzera.
Negli anni successivi ha continuato ad acquisire numerose aziende di delivery in giro per il mondo, di seguito elencate:
- 2011: Hungryhouse (Regno Unito)
- 2012: Lieferheld (Germania), OnlinePizza (Svezia), PizzaPortal (Polonia), Pizza-Online (Finlandia)
- 2014: PedidosYa, Clickdelivery (Sud America), Pizza.de (Germania), Baedaltong (Corea del Sud)
- 2015: Talabat (MENA), Yemeksepeti (Turchia), e-food (Grecia), Damejidlo (Repubblica Ceca)
- 2016: foodpanda (Asia)
- 2017: Otlob (Egitto), Carriage (MENA), Appetito24 (Sud America), Foodfly (Corea del Sud)[9]
- 2018: Hipmenu (Europa), Netcomidas (Bolivia)
- 2019: Foody (Cipro),[10][11] Zomato (MENA), DeliveryRD (Repubblica Dominicana)
- 2020: InstaShop (MENA)[12][13][14]
- 2021: Woowa Brothers (Corea del Sud), Hugo (El Salvador), Glovo (Europa)